# Sárdi Anna
Sárdi Anna (Budapest, 1944. február 13. – 2018. február 20.) magyar újságíró, szerkesztő.

## Életútja
1944. február 13-án született Budapesten Sárdi Károly (1916–1979) festőművész, grafikus és Pásztor Enikő újságíró, tolmács gyermekeként. 1962 és 1967 között az Eötvös Loránd Tudományegyetem Bölcsészettudományi Karán történelem-újkori muzeológia szakon szerzett diplomát.
1967 és 1972 között a Magyar Tudományos Akadémia Történelemtudományi Intézetének a munkatársa volt. 1972 és 1999 között a Magyar Televíziónál dolgozott szerkesztőként. 1990-ig a Dokumentumfilm Osztály munkatársa volt, ahol Századunk című sorozat létrehozásában vett részt. 1982-től az Ablak című magazinműsor vezető szerkesztője, majd A Hét főszerkesztő-helyettese volt. 1985 és 1988 között a Hétvége című műsor szerkesztőjeként is tevékenykedett. 1989-től az MTV önálló kettes programjának, a TV2-nek volt a szerkesztője. 1989. január és 1990. szeptember között a Napzárta című műsorban és a rendszerváltás első választási műsoraiban vett részt szerkesztőként. 1994 és 1997 között a Hírigazgatóság főszerkesztő-helyettese volt. Vezetőszerkesztőként dolgozott a Budapesti Körzeti Stúdiónál is. 1990-91-ben a Szabad Demokraták Szövetségének a sajtófőnöke volt.